# Dassault Systèmes
Dassault Systèmes es un editor de software especializado en diseño 3D, maquetas digitales 3D y soluciones para la gestión del ciclo de vida del producto (PLM).
Creada en 1981 para informatizar el diseño de aviones, Dassault Systèmes, basado en la idea de "virtualización del mundo", ha ampliado su actividad en el desarrollo y comercialización de software profesional para todos los campos, tanto industrial (aeronáutica y defensa, ingeniería y construcción, energía, bienes de consumo, etc.) lo relativo, entre otros, a la arquitectura o las ciencias de la vida.
En 2015, Dassault Systèmes fue el editor de software francés líder en términos de facturación y el segundo en Europa después del SAP alemán.